# Николаевка (Могилёвский район)
Николаевка (бел. Мікалаеўка) — деревня в составе Семукачского сельсовета Могилёвского района Могилёвской области Белоруссии.

## Население
- 1999 год — 14 человек
- 2010 год — 4 человека

## Известные жители
- Инна Афанасьева — советская и белорусская эстрадная и джазовая певица, народная артистка Беларуси (проживала в селе в детстве)